# Гріон
Гріон (фр. Gryon) — громада  в Швейцарії в кантоні Во, округ Егль.

## Географія
Громада розташована на відстані близько 85 км на південь від Берна, 45 км на південний схід від Лозанни.
Гріон має площу 15,2 км², з яких на 11,2% дозволяється будівництво (житлове та будівництво доріг), 28,3% використовуються в сільськогосподарських цілях, 52,2% зайнято лісами, 8,3% не є продуктивними (річки, льодовики або гори).

## Демографія
2019 року в громаді мешкало 1348 осіб (+13,3% порівняно з 2010 роком), іноземців було 27,9%. Густота населення становила 89 осіб/км².
За віковим діапазоном населення розподілялося таким чином: 20,4% — особи молодші 20 років, 57,3% — особи у віці 20—64 років, 22,3% — особи у віці 65 років та старші. Було 644 помешкань (у середньому 2,1 особи в помешканні).
Із загальної кількості 403 працюючих 11 було зайнятих в первинному секторі, 84 — в обробній промисловості, 308 — в галузі послуг.